# Sceloporus samcolemani
Sceloporus samcolemani là một loài thằn lằn trong họ Phrynosomatidae. Loài này được Smith & Hall mô tả khoa học đầu tiên năm 1974.